# Bonjour Michel
Bonjour Michel è un film drammatico del 2005 diretto da Arcangelo Bonaccorso.

## Trama
Dopo una serie di tentativi di suicidio falliti miseramente, Michele Terranova è colto dalla lugubre idea di assoldare un killer attraverso l'aiuto di un mafioso, che ignora che nel biglietto ricevuto ci sia scritto il nome stesso del committente. 
Michele Terranova ormai gira per la città in attesa che un sicario metta fine alle sue sofferenze dell'anima, ma non succede niente. L'unico incontro che fa non è con la morte bensì con la vita, rappresentata da Marie Anne, una giovane ragazza francese in fuga. L'unione tra i due, voluta dal destino, fa desistere Michele dal suo desiderio di morte. Decide infatti di aiutare la ragazza e perciò il nobile siciliano ritorna dal suo conoscente mafioso per revocare l'ordine, ma ormai è troppo tardi. Michele e Marie Anne allora decidono di intraprendere una nuova fuga insieme.

## Produzione
Originariamente la sceneggiatura, scritta da Alberto Lattuada, Tullio Pinelli e Arcangelo Bonaccorso, si intitolava Il sigaro toscano. La storia stava molto a cuore a Lattuada, ma non riuscì a realizzarla per divergenze produttive. Dopo qualche anno ci fu un nuovo interessamento al progetto, questa volta da parte di un giovane produttore cinematografico, Vincenzo Ferone. Le condizioni di salute di Lattuada si aggravarono e la regia venne affidata a un suo allievo, Arcangelo Bonaccorso. Dopo una lunga ricerca fu contattato l'attore americano Ben Gazzara.